# Thunia bensoniae
Thunia bensoniae là một loài thực vật có hoa trong họ Lan. Loài này được Hook.f. miêu tả khoa học đầu tiên năm 1868.